# Giancarlo Rolla
Giancarlo Rolla (Genova, 14 dicembre 1946) è un giurista italiano.
È stato professore ordinario di Diritto costituzionale e di Diritto pubblico comparato nelle Università di Cagliari, Genova, Siena.

## Biografia e attività accademica[1]
Dopo aver frequentato il liceo classico “A. Doria”, si iscrive alla Facoltà di Giurisprudenza di Genova, dove si laurea il 18 dicembre 1969, discutendo una tesi in Diritto costituzionale sui profili costituzionali dell’indennità di espropriazione. Nell’ottobre del 1972 vince il concorso per assistente ordinario di Diritto costituzionale presso l’università di Genova e nel 1980 è vincitore del concorso nazionale per professore ordinario.
Il 1 novembre 1980 prende servizio come Professore ordinario di Diritto costituzionale nella Facoltà di Giurisprudenza dell’Università di Cagliari. Nei sei anni di permanenza in Sardegna approfondisce i temi delle autonomie regionali speciali, della tutela dei beni culturali e ambientali, della disciplina giuridica dei parchi nazionali e regionali. Nello stesso periodo matura anche uno speciale legame con i principali giuristi spagnoli, approfonditi anche in occasione di un soggiorno di studio presso il Tribunale Costituzionale a Madrid. L’attività di ricerca sull’ordinamento costituzionale spagnolo ha reso possibile la prima monografia italiana rivolta alla nascente esperienza di giustizia costituzionale.
Nel 1986 si trasferisce all'Università di Siena presso la Facoltà di Scienze economiche e bancarie ed è eletto Preside della Facoltà per i trienni 1986-1989, 1990-1993 e 1994-1997. Fa parte del gruppo di sperimentazione europeo del programma ERASMUS ECTS per l'internazionalizzazione della didattica e fonda la Scuola di specializzazione post laurea per la formazione dei dirigenti pubblici, con sede nella Villa Chighi Farnese.
Nello stesso periodo promuove la ricerca nel campo del Diritto costituzionale comparato (sino ad allora limitata all’area privatistica), sia attivando il primo Corso nazionale di dottorato in diritto pubblico comparato, sia fondando il Centro di ricerca e formazione sul diritto costituzionale comparato dell’Università di Siena, che ospita diversi studiosi stranieri e organizza, con cadenza biennale, diversi convegni scientifici presso la Certosa di Pontignano (SI). Gli esiti scientifici di queste attività sono stati raccolti nella Collana Quaderni per la ricerca, Giappichelli, Torino.
Nel 2004 si trasferisce all’Università di Genova presso il Dipartimento di Giurisprudenza, dove tiene i corsi di Diritto costituzionale I, Diritto costituzionale II e Diritto pubblico comparato. I contenuti del suo impegno didattico sono raccolti nell’opera, in quattro volumi, Il sistema costituzionale italiano, Milano, Giuffré, Milano. Presso l'ateneo genovese è coordinatore del Corso di dottorato in Sistemi costituzionali comparati e Presidente del Centro di ricerca sui sistemi costituzionali comparati. Nello stesso periodo cura alcune pubblicazioni collettive contenenti, prevalentemente, lavori dei dottorandi e dei giovani che svolgono attività di ricerca presso il Centro.

## Attività di ricerca e congressuali[5]
Durante gli anni di docenza e quando, per raggiunti limiti di età, lascia l'attività didattica, approfondisce in prospettiva comparata nuove problematiche, con particolare riferimento all'evoluzione della giustizia costituzionale, agli strumenti di tutela dei diritti costituzionali, al federalismo e al regionalismo (per esempio le peculiarità dell'ordinamento valdostano).
Si interessa allo scenario latinoamericano, approfondendone le varie esperienze costituzionali e partecipa a numerosi congressi internazionali. Il 25 aprile 2017 tiene una relazione nella sede dell’Instituto de Derechos Humanos di San José di Costarica su Origen y desarrollo del juicio de amparo en America Latina; il 13 novembre 2019 tiene la lezione introduttiva al Congresso internazionale organizzato a Città del Guatemala dall’Instituto de Justicia Costitucional sul tema La evolución de los Tribunales constitucionales y su papel en la democracia moderna; il 2 gennaio 2021, la relazione generale al Convegno internazionale organizzato da l’Universidad Nacional Mayor de San Marcos (Perù) sul tema Protección jurídica de los derechos fundamentales mediante la jurisprudencia constitucional. Tiene inoltre la relazione introduttiva al VII Convegno dell’Associazione di Diritto pubblico comparato ed europeo sul tema I federalizing process europei e la democrazia dell”emergenza, Università della Calabria, (19-20 ottobre 2021).

## Adesione ad associazioni e riviste nazionali e internazionali
- Associazione italiana di diritto comparato;
- Associazione italiana dei costituzionalisti;
- Asociación Argentina de Derecho Constitucional;
- Consejo Académico Asesor de l'Instituto de Derecho Público de la Universidad Rey Juan Carlos di Madrid;
- Consejo Asesor de la escuela de estudios e investigación judicial dello Stato di Guanajuato (Messico);
- Componente del Comitato scientifico della Rivista di Diritto pubblico comparato ed europeo;
- Componente del Comitato scientifico della Revista de derecho constitucional europeo;
- Componente del Comitato scientifico della Revista general de derecho público comparado;
- Componente del Comitato scientifico dell'Anuario iberoamericano de justicia constitucional;
- Componente del comitato di valutazione della Revista general de derecho constitucional.

## Opere monografiche
- La misura dell’indennità di esproprio nel quadro del sistema costituzionale, Milano, Giuffré, 1973;
- La Commissione per le questioni regionali nei rapporti tra lo Stato e le Regioni, Milano, Giuffré, 1979;
- Riforma delle istituzioni e costituzione materiale, Milano, Giuffré, 1980;
- Indirizzo politico e Tribunale costituzionale in Spagna, Napoli, Jovene, 1986;
- Lo sviluppo dei diritti fondamentali in Canada. Tra universalità e diversità culturale, Milano, Giuffré, 2000;
- La difesa delle autonomie locali, Milano, Giuffré, 2005;
- Eguali, ma diversi, Identità ed autonomia secondo la giurisprudenza della Corte Suprema del Canada, Milano, Giuffré, 2006;
- L’autonomia delle comunità territoriali. Profili costituzionali, Milano, Giuffré, 2008;
- L’apporto della Corte suprema alla determinazione dei caratteri dell’ordinamento costituzionale canadese, Milano, Giuffré, 2008
- Il sistema europeo di protezione dei diritti fondamentali e i rapporti tra le giurisdizioni, Milano, Giuffré, 2010;
- Regimi giuridici speciali delle comunità territoriali, Milano, Giuffré, 2013
- La tutela de los derechos constitucionales.Los recursos directos en el derecho comparado, Porrua, Mèxico, 2013.
- Il sistema costituzionale italiano, quattro volumi, Milano, Giuffré, 2018
- Origine, caratteristiche e influenze culturali del pensiero federale in Italia, Spagna, America latina, ESI, 2023;